# Jana Kirschner

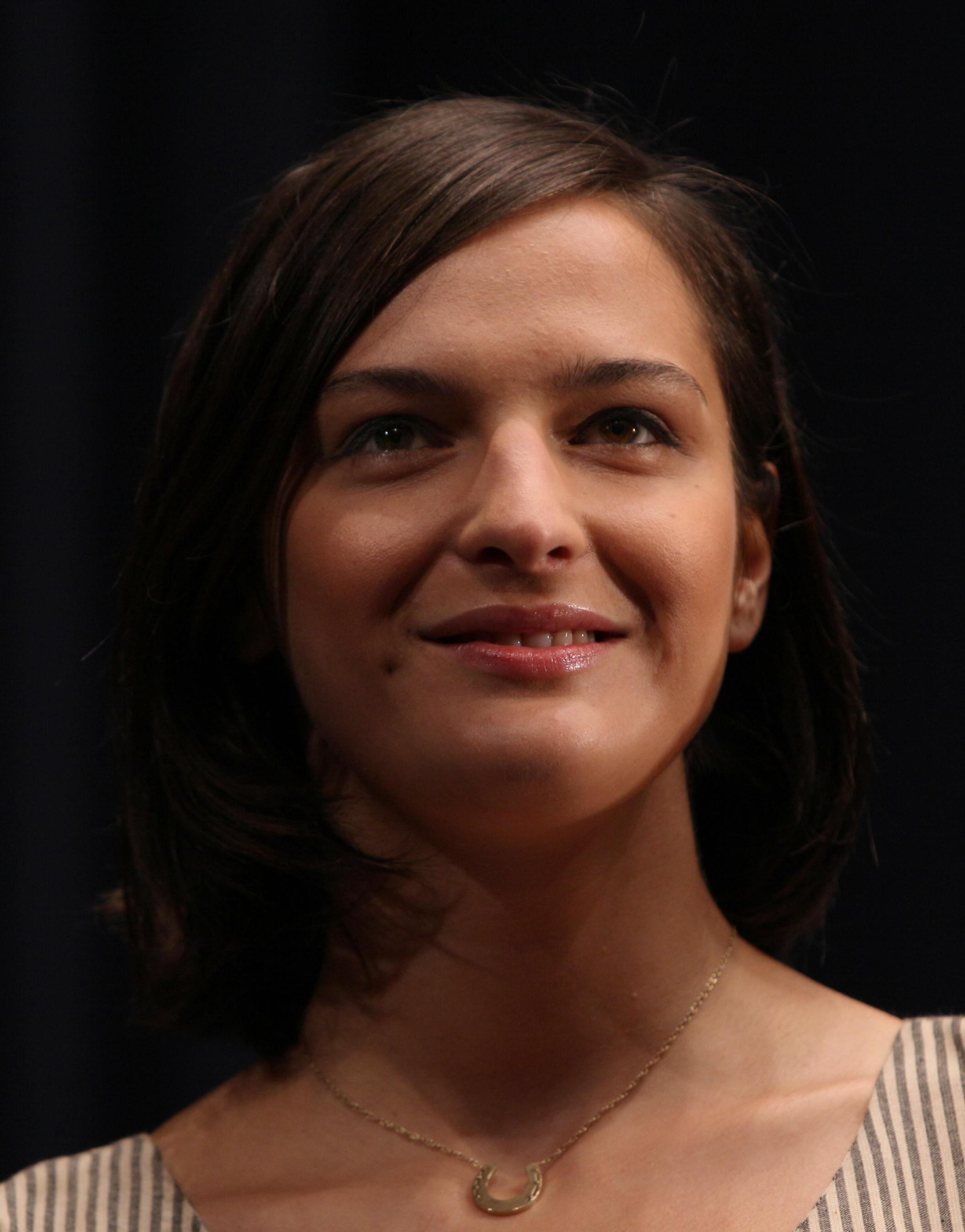
Jana Kirschner (2009)

Jana Kirschner oder auch Jana Kirschnerová (* 29. Dezember 1978 in Martin) ist eine slowakische Sängerin und Komponistin.

## Karriere
Kirschner veröffentlichte im Jahr 1997 ihr erstes Album Jana Kirschner und zwei Jahre später im US-amerikanisches Independent-Label Mercury Records das Album V Cudzom Meste. Ihre späteren Alben veröffentlichte sie unter anderem im US-amerikanischen Label Universal Music Group. Ihren ersten großen Erfolg verbuchte sie dem Album Shine aus dem Jahr 2007: Vom 5. bis 25. Mai 2007 führte sie mit diesem Album die tschechischen Albums TOP 100 an. Ein Jahr später veröffentlichte sie mit dem Song Pokoj V Duši einen slowakischen Nummer-1-Hit. Der Song, welcher der Titelsong des gleichnamigen Films war, belegte von der 3. bis zur 12. Woche des Jahres 2009 den ersten Platz der slowakischen Radio TOP 100.
Für die slowakisch-ukrainische Serie Slovania veröffentlichte Jana Kirschner gemeinsam mit dem slowakischen Musiker Štefan Štec den Song Láska neumiera. Mit dem Song platzierten sie sich im Jahr 2021 insgesamt fünf Wochen unter den besten 10 Songs der slowakischen Radio TOP 100.

## Alben
- Jana Kirschner (1997)
- V Cudzom Meste (1999)
- Pelikán (2003)
- Veci Čo Sa Dejú (2003)
- Shine (2007)
- Krajina Rovina (2010)
- Moruša: Biela (2013)
- Moruša: Čierna (2014)
- Moruša Remixed (2015)
- Živa (2017)
- Pesničky Pre Jonatána (2022)

## Familiäres
Jana Kirschner ist seit 2008 mit dem britischen Musiker und Produzenten Eddie Stevens liiert. Das Paar hat zwei gemeinsame Töchter.